# Bunya Mountains
Bunya Mountains är en bergskedja i Australien. Den ligger i delstaten Queensland, omkring 160 kilometer nordväst om delstatshuvudstaden Brisbane.
I omgivningarna runt Bunya Mountains växer huvudsakligen savannskog. Runt Bunya Mountains är det mycket glesbefolkat, med 5 invånare per kvadratkilometer. Genomsnittlig årsnederbörd är 946 millimeter. Den regnigaste månaden är januari, med i genomsnitt 179 mm nederbörd, och den torraste är augusti, med 26 mm nederbörd.